# Vetiveria
Vetiveria é um género botânico pertencente à família Poaceae.